# سپاه صاحب‌الامر قزوین

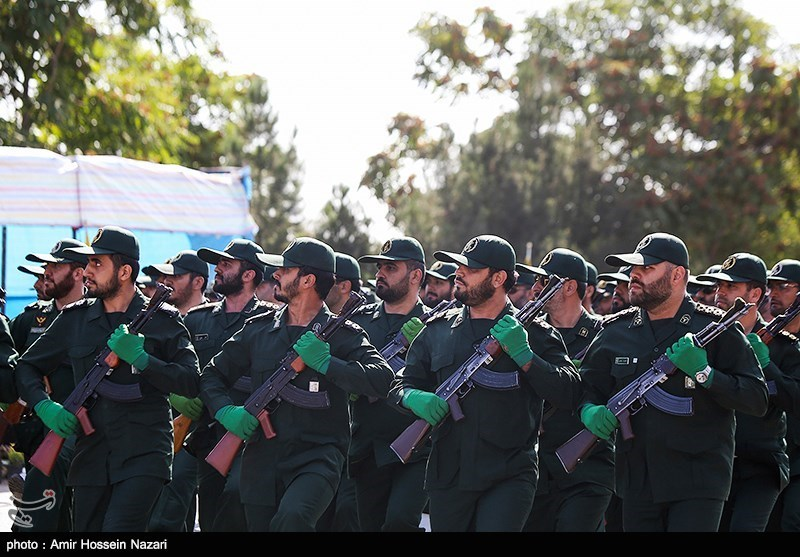
نیروهای سپاه صاحب‌الامر قزوین، در حال رژه به مناسبت سالگرد جنگ ایران و عراق در سال ۱۳۹۸

سپاه صاحب‌الامر قزوین یگان نظامی زیرمجموعه سپاه پاسداران انقلاب اسلامی است، که ستاد فرماندهی آن در شهر قزوین مستقر می‌باشد و وظیفه فرماندهی و کنترل کلیه یگان‌های سپاه و بسیج مستقر در استان قزوین را برعهده دارد. مهم‌ترین یگان‌های زیرمجموعه این سپاه، تیپ ۸۲ صاحب‌الأمر از نیروی زمینی سپاه و ۶ سپاه ناحیه‌ای (نواحی بسیج شهرستان‌های استان) همچون سپاه قزوین، سپاه تاکستان و سپاه بوئین‌زهرا می‌باشند. در حال حاضر سرتیپ‌دوم پاسدار رستم‌علی رفیعی آتانی فرماندهی سپاه صاحب‌الامر قزوین را برعهده دارد.